# A prescindere (album)
A prescindere è un album del cantante siciliano Gianni Celeste, cantato in lingua napoletana pubblicato nel 2013. In questo album duetta con Dach ed Emiliana Cantone.

## Tracce
1. Canto d'amore
2. Adesso come stai (feat. Dach)
3. San Valentino
4. Brivido dentro
5. Senza te pensà
6. Voglio vivere il momento
7. Fernesce ccà
8. Dimmi cos'è (feat. Emiliana Cantone)
9. Non è stato mai amore
10. Nun cunuscive ammore